# Festival MIX Milano
Il Festival MIX Milano di cinema gaylesbico e queer culture è un festival cinematografico internazionale italiano organizzato dall'associazione no profit MIX Milano APS. L'evento culturale si svolge a Milano tutti gli anni dal 1986, generalmente nei mesi di giugno e luglio, in concomitanza col Pride cittadino.

## Panoramica
Il festival presenta quattro concorsi: cortometraggi, documentari, lungometraggi e video musicali. I film provengono da tutto il mondo ed affrontano la tematica LGBTQ+.
ə organizzatorə presentano il festival con queste parole:
L'affluenza di spettatorə è di circa dodicimila persone.

## Storia
Il Festival MIX Milano di Cinema GayLesbico e Cultura Queer è il Festival del cinema della comunità gay, lesbica, trans e queer. Ogni anno viene portato in sala il meglio della cinematografia indipendente a tematica LGBT grazie a un team di programmatrici e programmatori dinamico, multiculturale e multigenerazionale.
Fondato nel 1986 come rassegna di cinema dal nome “Uno sguardo diverso” da CIG, Altro Martedì, Babilonia e A.S.A., già dalla sua prima edizione si proponeva quindi come una manifestazione culturale trasversale che, puntando sulla valorizzazione della cinematografia indipendente, da un lato raccoglieva le istanze di rivendicazione e affermazione dell’intera comunità LGBTQI, e dall’altro ne anticipava le tendenze e ne promuoveva il riscatto politico e sociale.
Dal 1986 a oggi, pur non perdendo le sue radici originarie di impegno politico e radicamento territoriale, il Festival si è trasformato, rappresentando simbolicamente l’attraversamento di identità che l’intera comunità LGBTQI ha percorso negli ultimi 35 anni.
Nel 1993, testimoniando l’evoluzione della programmazione e della notorietà internazionale assunta, ha cambiato nome diventando il “Festival di Cinema Gay e Lesbico di Milano”. Nel 2005, in concomitanza con la sua prima edizione al Teatro Strehler di Milano, è entrato nella famiglia dei Festival MIX che comprende i Festival LGBTQI di New York, di San Paulo, di Copenaghen e di Città del Messico, un network dedicato alla ricerca sul linguaggio cinematografico tramite lo spazio dedicato alle realtà emergenti, i cui Festival rappresentano, oltre a un momento di riflessione collettiva, anche occasioni imperdibili di costruzione di socialità e di interconnessione tra le persone. Con l’adesione al network, il Festival ha assunto il suo nome definitivo e dal 2012, pur mantenendo con questa e altre realtà una forte partnership, ha sciolto il suo connubio con il CIG assorbendo interamente la sua organizzazione, produzione e promozione all’interno dell’Associazione Culturale MIX Milano.
Il Festival MIX è inoltre tra i soci fondatori del MFN – Milano Film Network, la “rete che unisce le esperienze e le risorse dei sette festival di cinema milanesi per offrire una proposta culturale lungo tutto l’anno e una serie di servizi per chi si occupa di cinema e audiovisivo a Milano e in Italia”. 
A testimonianza della continua espansione e del crescere del suo pubblico, grazie anche al continuo sostegno ottenuto dalle istituzioni locali e nazionali, il Festival negli anni ha cambiato più volte luogo passando dal Cinema Paris al Cinema Pasquirolo e iniziando con il Teatro Manzoni il percorso che l’ha portato alla prestigiosa sede del Teatro Strehler.
Grazie anche alla personalità vulcanica ed eclettica di Giampaolo Marzi che per 25 anni ne è stato il direttore artistico, il Festival MIX Milano ha ottenuto successi e anticipazioni di pregio inestimabile proponendo in anteprima al pubblico italiano perle come “Grief”, il primo lungometraggio di Richard Glatzer, il cortometraggio “Une robe d’été” di François Ozon, “Super 8 ½”, il porno-punk in bianco e nero di Bruce La Bruce, i film di Sebastien Lifhsitz, le opere di Joao Rodrigueze Patricia Rozema, la perversione adolescenziale nel “Tarnation” di Johnatan Caouette e “J'ai tué ma mère” e “Les amours imaginaires”, i primi lavori del canadese Xavier Dolan. François Ozon e Xavier Dolan, ovvero quelli che allora erano giovani promesse, hanno avuto proprio il Festival MIX Milano come prima tappa per la loro affermazione.
Oggi infatti il MIX è senza alcun dubbio una realtà ben radicata nel tessuto culturale trasversale del capoluogo milanese: rappresenta uno dei Festival del Cinema LGBTQI con maggiore affluenza di pubblico (con picchi fino a 12.000 ingressi), ha una corposa risonanza mediatica in campo nazionale e internazionale ed è una manifestazione nota e apprezzata in tutto il mondo.
L'edizione 2020 del Festival MIX Milano si è tenuta dal 17 al 20 Settembre al Teatro Strehler e al Teatro Studio Melato dopo un rinvio dovuto alla pandemia da SARS-COV2 che ne ha determinato la nuova struttura "ibrida", parte in streaming digitale e parte in presenza.
Dal 2021, il Festival cambia nome in "MiX Festival Internazionale di Cinema LGBTQ+ e Cultura Queer" per sottolineare in maniera più marcata la vocazione internazionale del Festival ed adeguare la definizione di cinema gay-lesbico con la più contemporanea e inclusiva sigla LGBTQ+

## Edizioni
- 1986 -  25-29 giugno
- 1987 -  22-30 giugno
- 1988 - Non disponibile
- 1989 - Non disponibile
- 1990 - Non disponibile
- 1991 - Non disponibile
- 1992 - Non disponibile
- 1993 - Non disponibile
- 1994 - Non disponibile
- 1995 - Non disponibile
- 1996 - Non disponibile
- 1997 - Non disponibile
- 1998 - Non disponibile
- 1999 - Non disponibile
- 2000 - Non disponibile
- 2001 - Non disponibile
- 2002 - Non disponibile
- 2003 - Non disponibile
- 2004 - Non disponibile
- 2005 - 12-15 giugno
- 2006 - Non disponibile
- 2007 - 1-7 giugno
- 2008 - Non disponibile
- 2009 - Non disponibile
- 2010 - Non disponibile
- 2011 - Non disponibile
- 2012 - Non disponibile
- 2013 - Non disponibile
- 2014 - 19-23 giugno
- 2015 - 3-6 luglio
- 2016 - 30 giugno - 3 luglio
- 2017 - 15-18 giugno
- 2018 - 21-24 giugno
- 2019 - 20-23 giugno
- 2020 - 17-20 settembre
- 2021 - 16-19 settembre
- 2022 - 16-19 giugno
- 2023 - 28 settembre - 1 ottobre
- 2024 - 26-29 settembre
- 2025 - non ancora annunciato

## Premi
Il festival assegna, attraverso giurie internazionali, 5 premi:
- Miglior Lungometraggio;
- Miglior Documentario;
- Miglior Cortometraggio;
- Premio del Pubblico;
- Dal 2023 - Miglior Video Musicale

## I premi Queen of Music, Queen of Comedy e MORE LOVE
Il Festival, negli ultimi anni, conferisce tre riconoscimenti a personalità dello spettacolo, della cultura e della società civile che si sono particolarmente distinte nella loro attività professionale e personale nell'affrontare le tematiche LGBTQ+. 
Il Queen of Music è il premio dedicato alla musica ed è stato assegnato a personalità come Patty Pravo, Arisa, Miriam Makeba, Nina Zilli, Syria, Malika Ayane, Ivana Spagna e Francesca Michielin. Il Queen of Comedy, invece, è il premio dedicato ad attrici ed autrici ed è stato assegnato a personalità come Serra Yilmaz, Franca Valeri, Iaia Forte, Paola Cortellesi e Giuliana De Sio. Infine il premio MORE LOVE, inaugurato nel 2017 con Mika, viene assegnato ogni anno alla persona che più si è distinta nell'impegno sociale e nella lotta contro le discriminazioni ed ha visto premiare negli anni Filippo Timi, Natalia Aspesi, Gino Strada, Liliana Segre e CIG Arcigay Milano.

## Direttorə
Ecco la lista (parziale) deə direttorə artisticə del Festival Mix di Milano:
- 1988 - 2016: Giampaolo Marzi;
- 2017 - 2019: Andrea Ferrari, Debora Guma, Rafael Maniglia;
- 2020 - 2022: Paolo Armelli, Andrea Ferrari e Debora Guma. Rafael Maniglia coordina la programmazione;
- 2023: Paolo Armelli, Priscilla Robledo, Pierpaolo Astolfi . Rafael Maniglia coordina la programmazione;
- 2024: Priscilla Robledo, Pierpaolo Astolfi. Rafael Maniglia coordina la programmazione;
- 2025: Lara Vespari, Federico Manzionna.

## Luoghi
La manifestazione dal 2015 si tiene al Piccolo Teatro Strehler (con 970 posti). Con l'espansione del Festival, negli anni si è aggiunto il Piccolo Teatro Studio Melato (con 406 posti) e nel 2021 si aggiunge, per la prima volta, il cortile di Palazzo Reale. 
Nel edizione 2018 e 2019 di fronte al Piccolo Teatro Strehler viene installata l'opera Liaison - sedute di fatto, una grande panchina urbana monumento all’amore che annulla qualsiasi tipo di differenze.
Dal 2023 si tiene tra il Piccolo Teatro Strehler, il Piccolo Teatro Studio Melato e il CAM Falcone e Borsellino.